# ベルン-レッチュベルク-シンプロン鉄道Ae415形電気機関車

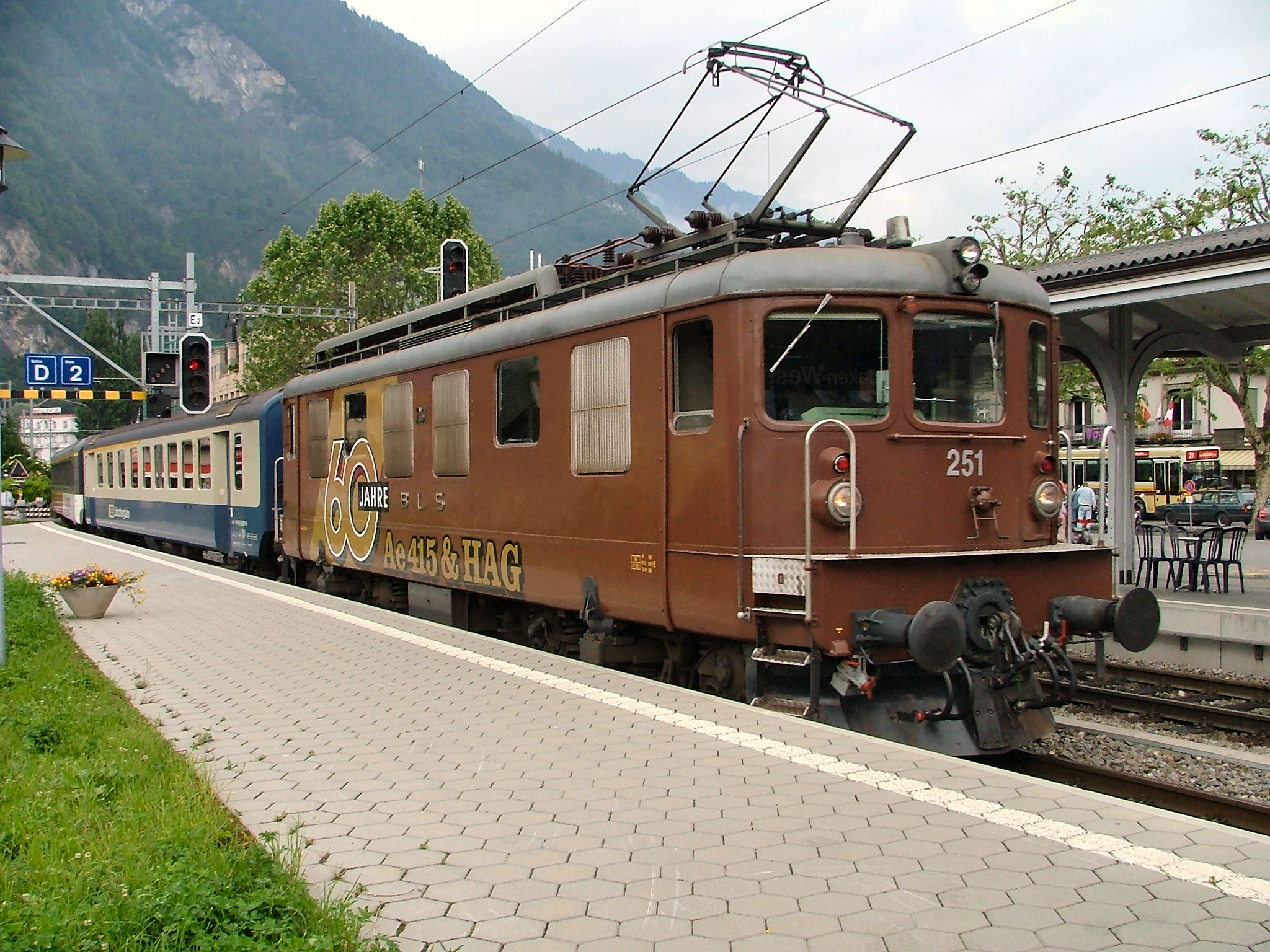
Re415 251号機、動態保存機、60周年記念塗装

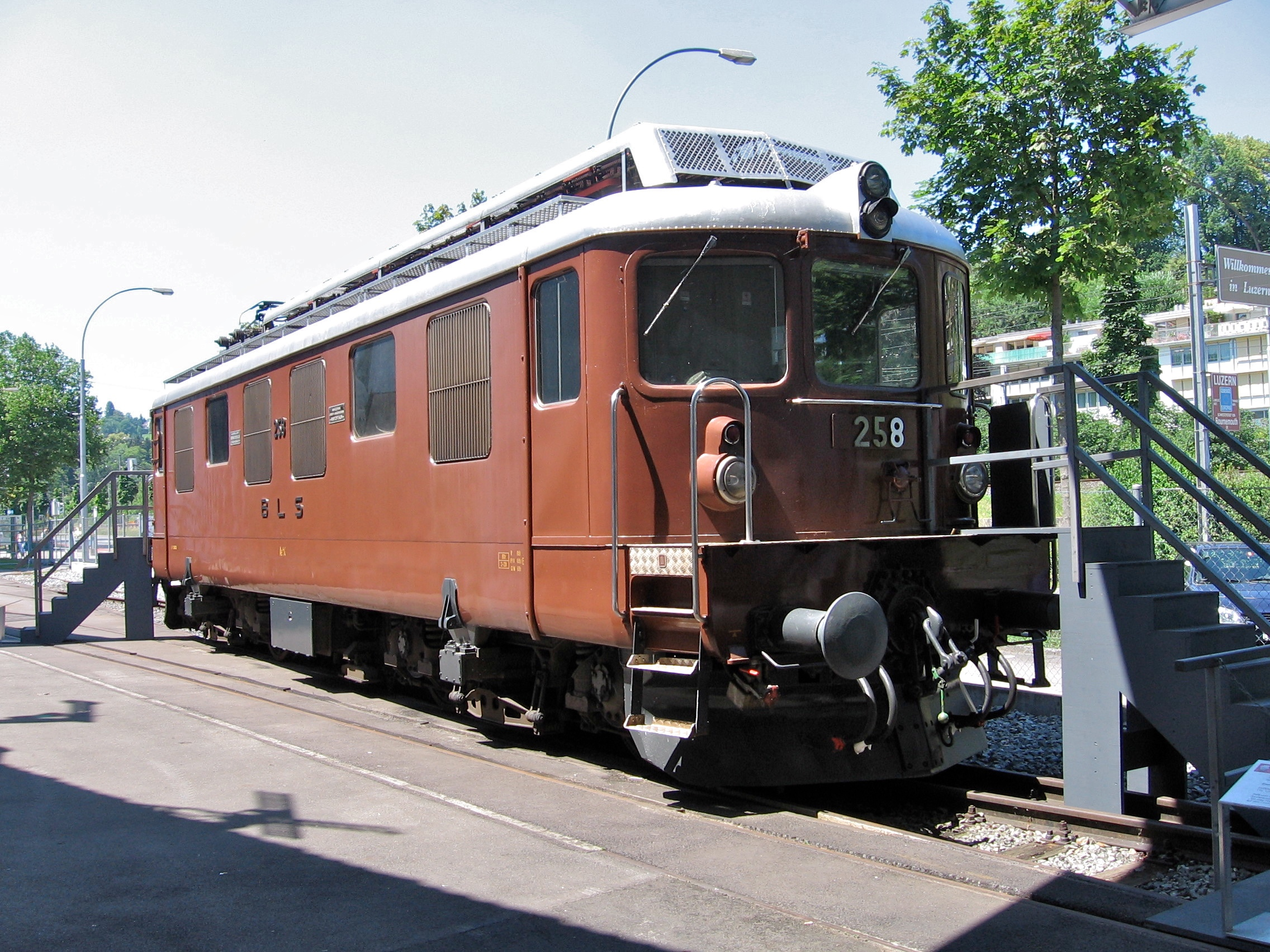
Re415 258号機、静態保存機

ベルン-レッチュベルク-シンプロン鉄道Ae415形電気機関車(ベルン-レッチュベルク-シンプロンてつどうAe415がたでんきかんしゃ)は、スイスの大手の私鉄であったベルン-レッチュベルク-シンプロン鉄道やその後身であるBLSレッチュベルク鉄道で使用された電気機関車である。

## 概要
アルプス越えルートの一つであるレッチュベルクルートを擁するベルン-レッチュベルク-シンプロン鉄道（Bern-Lötschberg-Simplon-Bahn（BLS））では、旧型のロッド式のBe5/7形やCe4/6形とウエスティングハウス式クイル駆動のAe6/8形を主力機関車として使用していたが、Be5/7形の代替と急行列車牽引用として当時世界でも最新鋭の軽量高性能の全軸駆動機として製造されたのが本機である。Bo'Bo'の軸配置および高圧タップ切換制御により、高い曲線通過性能と、27パーミルで400tの列車を牽引可能な最大216kNの牽引力を持つ4軸・80tの強力機であり、その後の世界の電気機関車に大きな影響を与えた革新的な機体である。1944-55年に8両が製造され、その後1959年には本機を2両連結としたAe8/8形に製造が移行し、本機からも4両が1965、66年にAe8/8形に改造されている。残った4両もその後引続き使用され、UIC方式の新しい形式名であるAe415形となって2004年まで使用されている。なお、車体、機械部分、台車の製造をSLMが、電機部分、主電動機の製造をBBCが担当している。
製造時にBLSが提示した仕様は以下の通り
- 10パーミルの勾配で650tを90km/hで牽引可能であること
- 15パーミルの勾配で650tを75km/hで牽引可能であること
- 27パーミルの勾配で400tを75km/hで牽引可能であること
- 最高速度を125km/hとすること

各機体の機番と製造年、Ae8/8形（Ae485形）への改造履歴、改造年、廃車年は以下の通り
- 251 - 1944年
- 252 - 1944年 - 2002年
- 253 - 1948年 - Ae8/8 274(I)[5] - 1965年
- 254 - 1948年 - Ae8/8 274(II) - 1965年
- 255 - 1952年 - Ae8/8 275(I) - 1966年
- 256 - 1952年 - Ae8/8 275(II) - 1966年
- 257 - 1955年 - 2004年
- 258 - 1955年 - 2004年

## 仕様

### 車体
- Ae6/8形以来のデッキ付で正面が丸みを帯びたデザインとなっており、正面は車体と一体となったデッキに2枚窓＋乗務員室扉の構成で、窓下部左右に大型の丸型前照灯を、屋根正面中央に小型の丸型前照灯と標識灯を設置しており、253号機以降は下部右側の前照灯の上に標識灯が設置されている。側面は平滑で窓が6箇所設置され、車体端から2箇所目の2箇所が内開式の採光窓、4箇所がルーバーとなっている。ルーバーは253-256号機は中央2箇所が、257、258号機は4箇所ともが冷却能力向上のために下方に拡大されている。連結器はねじ式連結器で丸型の緩衝器（バッファ）が左右、フック・リングが中央にあるタイプである。
- 屋根は両端にパンタグラフと開閉器、中央部には発電ブレーキ用の抵抗器が設置されているが、257号機以降は発電ブレーキ力の増強のためにパンタグラフが1箇所のみとなり、ブレーキ用抵抗器が大型化されている。なお、屋根はパンタグラフ・屋根上機器部分の取外しが可能な構造となっている。
- 台枠は鋼材を箱型に組んで構成されており、台車もその中にはまり込む形で装備され、両端部にはスカートが取付けられている。機器室はZ形に通路が配置され、中央に変圧器とタップ切換装置、変圧器用油ポンブを搭載し、台車上部を高床として主電動機用送風機、主変圧器用油冷却器などを設置している。
- 運転室は内開き式の正面扉から出入りして側面は下落し式の窓が設置されるのみで乗務員室扉のない構造となっており、ドイツで一般的な円形のハンドル式のマスターコントローラーが設置されている。なお、スイス連邦鉄道（スイス国鉄）の機体とは異なり、レーティッシュ鉄道の機体と同じ右側運転台となっている。
- 塗装
  - 車体塗装は茶色をベースとして、デッキ手すりと正面窓枠が磨き出しとなっており、正面窓下と側面中央に機番の切抜文字が、側面中央の機番の下にBLSの切抜文字が設置されている。正面窓下の機番はプレートで取付けられている機体と車体に取付けられている機体があり、位置も機体や時期により若干の変化がある。
  - 251、252号機は1949年から1957年まで、253-256号機は製造時から1958年まで車体が緑色塗装であったが、茶色塗装に戻されている。
  - 屋根上機器と屋根やミディアムグレーでルーバーのみ銀色、床下機器と台車、スカートはダークグレーである。

### 走行機器
- 制御方式は高圧タップ切換制御により交流整流子電動機を制御する方式で、タップ切換器は空気モーター式でタップ切換28段、主電動機は4台永久並列接続である。
- 主変圧器は小型軽量化された油冷式のラジアル積層コアトランスで容量は2700kVA、入力15kV、出力は走行用、列車暖房用、補機駆動用があり、油冷却はファンによる強制通風式である。
- ブレーキ装置は電気ブレーキを外部電源より他励界磁を制御する発電ブレーキ[6]として屋根上にブレーキ用抵抗器を搭載しているほか、空気ブレーキ、手ブレーキを装備し、基礎ブレーキ装置は両抱き式である。
- 主電動機は一時間定格出力735kW、最大電圧450VのBBC製交流整流子電動機 を4台搭載し、1時間定格牽引力135kN、最大牽引力216kNの性能を発揮する。冷却は台車毎の2台のファンによる強制通風式で、冷却気は車体側面のルーバー吸入されて主電動機へ導かれる。
- 台車は軸距3250mm、車輪径1250mmの鋼板溶接組立式台車で、前後の台車をリンクで接続し、曲線区間での台車変位を均等なものとしてレールとの横圧を減らす方式としている。
- 軸箱支持方式は円筒案内式、牽引力伝達は台車枠の下を通る車体支持梁と台車枠横梁間のセンターピン間で伝達され、枕バネは重ね板バネ、軸バネはコイルバネとしている。主電動機は台車枠に装荷されて中空軸平行カルダン駆動方式の一種であるBBCのディスクドライブ式の駆動装置で動輪に伝達される方式となっている。
- そのほか、パンタグラフは菱形のものを256号機までは2台、257号機以降は1台搭載、主開閉器は空気式、補機類は主電動機送風機2台、発電ブレーキ用励磁装置、オイルポンプ、電動空気圧縮機各1台と36V100Ahの蓄電池などを搭載している。

### 改造
- 1958年以降枕バネを重ね板バネから積層ゴムブロックに変更する改造を行っている。
- 251-256号機は主に主変圧器の冷却能力向上のため側面のルーバーの面積を257、258号機と同じく下方向に拡大する改造を行っている。また、当初ルーバーは横目であったが縦目で中央横方向に補強が入るものに変更され、塗装も銀色となっている。
- 251-256号機は発電ブレーキ力の増強のため、257、258号機と同じくパンタグラフを1台撤去して発電ブレーキ用抵抗器を大型化している。
- 前面の標識灯や機番の数、位置、形状などは時代によって細かな変化がある。
- 1967年にはタップ切換器をBBC製の電磁空気式の新形に交換し、タップ切換32段となっている。
- 253-256号機は1965-66年に片運転台化、2両永久連結化され、Ae8/8形274、275号機となっている。

### 主要諸元
- 軌間：1435mm
- 電気方式：AC15kV 16.7Hz 架空線式
- 最大寸法：全長15600mm、全幅3120mm、全高4500mm（パンタグラフ折畳時）、屋根高3800mm
- 軸距：3250mm
- 台車中心間距離：8250mm
- 自重：80t
- 走行装置
  - 主制御装置：高圧タップ切換制御
  - 主電動機：交流整流子電動機×4台（連続定格出力：595kW、1時間定格出力：735kW/395V/2100A、最大電圧450V）
  - 減速比：2.222
- 牽引力
  - 牽引力：106kN（連続定格出力、83km/h）、135kN（1時間定格出力、76km/h）、216kN（最大出力）
  - 牽引トン数：400t（27パーミル、75km/h）
- 最高速度：125km/h
- ブレーキ装置：発電ブレーキ、空気ブレーキ、手ブレーキ

## 運行・廃車
- 251、252号機は試運転によって、27パーミルの勾配などさまざまな環境下試験を行っており、251号機は1947年にはオーストリア連邦鉄道でも走行試験を行っている。
- ベルンとブリーク間のレッチュベルクルート（レッチュベルクトンネル）を越える貨物列車、旅客列車に使用され、列車フェリーの牽引にも使用されている。
- 1990年代以降にスイス国鉄Re460形やRe465形、Re485形が使用されるようになると次第に運用からはずれ、2002年に252号機が火災により廃車になり、257、258号機は2004年に廃車となっている。
- 251号機も2004年に定期運用から外れているが、BLSレッチュベルク鉄道、BLS AGで「歴史的機関車」として動態保存されてイベント列車等を牽引している。